# Sol Nascente (telenovela)
Sol Nascente é uma telenovela brasileira produzida e exibida pela TV Globo de 29 de agosto de 2016 a 21 de março de 2017, em 175 capítulos. Substituindo Êta Mundo Bom! e sendo substituída por Novo Mundo, foi a 88ª "novela das seis" exibida pela emissora. 
Teve a autoria de Walther Negrão, Suzana Pires e Júlio Fischer, com a colaboração de Jackie Vellego, Fausto Galvão, Sérgio Marques e Renato Santos, teve a direção de Marcelo Travesso, João Bothauser, Bruno Martins e Felipe Louzada. A direção geral e artística foram de Leonardo Nogueira.
Contou com as participações de Giovanna Antonelli, Bruno Gagliasso, Rafael Cardoso, Laura Cardoso, Luís Melo, Francisco Cuoco, Aracy Balabanian e Marcello Novaes.

## Enredo
Ambientada na fictícia Arraial do Sol Nascente, a trama acompanha o desenrolar de dois amigos de vindos de origens diferentes. Neto dos imigrantes italianos, Gaetano e Geppina, que vieram ao Brasil para fugir da máfia, Mario, amigo de longa data de Alice, criada pelo japonês Kazuo Tanaka como filha adotiva, junto com os primos Yumi, Hiromi e Hideo (Paulo Chun). A amizade é abalada quando Mario se descobre apaixonado pela amiga de infância, que anuncia ir estudar no Japão por dois anos. impulsivo e com imaturidade dos tempos da adolescência, ele terá de mudar seu jeito para conquistar Alice, que se envolve com César, aparente homem perfeito, mas que só quer se aproveitar dela. O rapaz, que só pensa em se dar bem na vida, custe o que custar, vê em Alice o alvo perfeito. Os dois começam um relacionamento ainda durante os anos de estudo no Japão. Alice acaba se encantando pelo jeito atencioso, determinado e maduro como ele se apresenta. Quando voltam da temporada fora do Brasil, César decide se mudar para Arraial para conquistar Alice e a empresa da família. Para isso ele conta com a ajuda da inescrupulosa avó, dona Sinhá, e da manipulável Sirlene.
Escondendo seu verdadeiro caráter, na pele de uma frágil senhora que trabalha vendendo doce de leite caseiro, Sinhá é chefe de uma organização criminosa e administra um cassino clandestino em sua fazenda em Minas Gerais e quer destruir o japonês custe o que custar. Dona Sinhá é a grande mentora por trás de César, que apesar do rosto simpático e da boa aparência é um manipulador, capaz de tudo para atingir seus objetivos.

## Elenco
| Intérprete            | Personagem                                           |
| --------------------- | ---------------------------------------------------- |
| Giovanna Antonelli    | Alice Tanaka                                         |
| Bruno Gagliasso       | Mário De Angeli                                      |
| Rafael Cardoso        | Vladimir César Corrêa Teixeira Filho (César)         |
| Laura Cardoso         | Maria Aparecida Corrêa Teixeira (Dona Sinhá)         |
| Maria Joana           | Carolina Peixoto (Carol)                             |
| Letícia Spiller       | Helena Martinez de Freitas (Lenita)                  |
| Marcello Novaes       | Vittorio De Angeli                                   |
| Cláudia Ohana         | Loretta Fragoso                                      |
| Marcelo Faria         | Felipe Robledo                                       |
| Renata Dominguez      | Sirlene da Silva                                     |
| Giovanna Lancellotti  | Milena De Angeli                                     |
| Henri Castelli        | Rafael Martinez de Freitas (Ralf)                    |
| Luís Melo             | Kazuo Tanaka                                         |
| Francisco Cuoco       | Gaetano De Angeli                                    |
| Aracy Balabanian      | Giuseppina De Angeli (Geppina) / Filomena Giunchetti |
| Juliana Alves         | Isadora de Souza (Dora)                              |
| Marcello Melo Jr      | Tiago de Souza                                       |
| Jacqueline Sato       | Yumi Tanaka                                          |
| Miwa Yanagizawa       | Mieko Tanaka                                         |
| Emílio Orciollo Netto | Damasceno Giunchetti De Angeli                       |
| Luma Costa            | Elisa Benatti                                        |
| Carol Nakamura        | Hiromi Tanaka (Hirô)                                 |
| Rafael Zulu           | João Amaro                                           |
| Marcello Airoldi      | Delegado Louzada                                     |
| João Côrtes           | Giussepe De Angeli (Peppino)                         |
| Roberta Piragibe      | Maria Fernanda Peixoto (Nanda)                       |
| Sylvia Bandeira       | Ana Clara Peixoto                                    |
| Jean Pierre Noher     | Capitão Patrick                                      |
| Tatiana Tiburcio      | Maria Francisca (Chica)                              |
| Val Perré             | José Quirino (Quirino)                               |
| Paulo Chun            | Hideo Tanaka                                         |
| Cinara Leal           | Vanda Ferreira                                       |
| Pablo Morais          | Nuno                                                 |
| Érika Januza          | Júlia Ferreira                                       |
| João Carlos Barroso   | Delegado Mesquita                                    |
| Flávia Guedes         | Kika                                                 |
| Ana Lima              | Paula                                                |
| Marko Ribeiro         | Piauí                                                |
| Rick Garcia           | Pescoço                                              |
| Raquel Nunes          | Adelaide                                             |
| Felipe Mago           | Wagner Nascimento                                    |
| Lucas Sapucahy        | Cauã                                                 |

### Participações especiais
| Intérprete           | Personagem                             |
| -------------------- | -------------------------------------- |
| Nívea Maria          | Mirtes Calderón Texeira (Dona Mocinha) |
| João Vitti           | Padre Julião                           |
| Lucas Lucco          | Daniel                                 |
| Malvino Salvador     | Cristiano Dantas                       |
| Marcos Frota         | Beto Marambaia                         |
| Sérgio Mamberti      | Dom Manfredo                           |
| Pâmela Tomé          | Patrícia de Freitas (Paty)             |
| Márcio Kieling       | Bernardo Meirelles                     |
| Ana Paula Tabalipa   | Cris                                   |
| Geovanna Tominaga    | Nobusko                                |
| Carlos Takeshi       | Narito                                 |
| Marcos Tumura        | Massao                                 |
| Ken Kaneko           | Takeshi                                |
| João Vithor Oliveira | Mariano                                |
| Cláudia Netto        | Pietra                                 |
| Léa Garcia           | Luzia                                  |
| Álamo Facó           | Mano                                   |
| Kika Kalache         | Drª Jéssica                            |
| Inez Viana           | Drª Tânia                              |
| Eduardo Galvão       | Motociclista                           |
| Francisco Carvalho   | Seu Joaquim                            |
| Cláudio Mendes       | Sócrates                               |
| Jitman Vibranovski   | Dr. Hélio                              |
| Luana Xavier         | Neide                                  |
| Daniel Uemura        | Kazuo Tanaka (jovem)                   |
| Pedro Novaes         | Vittorio (jovem)                       |
| Francciny Castro     | Lenita (jovem)                         |
| Eike Duarte          | Ralf (jovem)                           |
| Erasmo Carlos        | Ele mesmo                              |
| Gaby Amarantos       | Ela mesma                              |

## Produção
As cenas iniciais foram gravadas em Ilha Grande, Arraial do Cabo e Búzios, na Região dos Lagos, no Rio de Janeiro, além de Guararema em São Paulo. A equipe teve ao dispor, câmeras 4K para serem utilizadas em momentos estratégicos, bem como o uso de drones, segundo o diretor, para tornar o telespectador parte da história, deixar os atores mais a vontade nas gravações e explorar ao máximo os cenários praianos. Inicialmente nominada como Sol Nascente, teve o título alterado para Arigatô Amore Mio, uma junção das palavras "obrigado" e "amor meu", em japonês e italiano, respectivamente, porém não foi recebido pelos executivos da emissora, voltando ao título inicialmente planejado.

### Escolha do elenco
Apesar da protagonista pertencer a uma família oriental, nenhuma atriz com ascendência nipo-brasileira foi cogitada pela produção, sendo Maria Casadevall a primeira convidada oficialmente para interpretar Alice. A atriz, porém, recusou por estar envolvida em projetos cinematográficos, passando o papel para Giovanna Antonelli. Júlia Lemmertz faria o papel de Loretta, mas devido ao compromisso com duas peças de teatro, recusou a personagem, que ficou com Cláudia Ohana. Reservada ainda em 2015 para a trama, Daniele Suzuki chegou a mudar o visual e ensaiar as primeiras cenas, mas foi substituída por Jacqueline Sato. Geovanna Tominaga interpretaria Hirô, mas também foi substituída por Carol Nakamura, que deixou o Domingão do Faustão para se aventurar na teledramaturgia. Caco Ciocler foi anunciado como antagonista da história, mas foi deslocado para Novo Mundo, ficando a cargo de Rafael Cardoso interpretar César.
Foi a última novela do ator Sérgio Mamberti, que morreu em 3 de setembro de 2021 em decorrência de uma infecção pulmonar.

### Problemas
Em 3 de novembro de 2016, o autor principal, Walther Negrão, precisou se afastar devido a problemas de saúde e Suzana Pires assumiu a criação da trama. A atriz Laura Cardoso foi afastada da produção em outubro de 2016, por conta de uma infecção urinária. A saída da personagem foi justificada com uma viagem e a atriz Nívea Maria foi escalada para substituí-la. Em dezembro do mesmo ano a atriz voltou a gravar a telenovela, já totalmente recuperada do problema de saúde.

## Exibição
Sol Nascente estreou em 29 de agosto de 2016, no horário das 18 horas, em substituição a Êta Mundo Bom!, que encerrou em 26 de agosto. 
No primeiro capítulo, a novela registrou 25,4 pontos em São Paulo.  A audiência é meio ponto menor do que a registrada para a caixa anterior em seu primeiro capítulo, mas manteve o intervalo médio. 
Conseguindo bom desempenho em sua reta final, a trama ganhou nove capítulos e foi finalizada em 21 de março de 2017, uma terça-feira. Em virtude do jogo Brasil e Equador, válido pelas Eliminatórias da Copa do Mundo, o capítulo 4 do dia 1 de setembro não foi ao ar. Assim, a trama que fecharia com 176 capítulos, terminou com um capítulo a menos.

### Exibição internacional
Em Portugal, Sol Nascente foi exibida pelo canal Globo entre 29 de maio e 1 de novembro de 2017, sendo substituída por Rock Story no horário das 20h.

## Repercussão e Controvérsias

### Audiência
No primeiro capítulo, a telenovela registrou 25,4 pontos na Grande São Paulo. A audiência é meio ponto inferior ao que fora registrado pela sua antecessora Êta Mundo Bom! no capítulo inicial, mas manteve a média da faixa. O último capítulo teve média de 27,3 pontos, sendo a segunda maior audiência para um final no horário, desde Cordel Encantado . Teve média geral de 21,2 pontos.

### Acusações de racismo eyellowface
A escalação de Luís Melo para interpretar um personagem de origem japonesa, substituindo Ken Kaneko gerou desconforto entre a comunidade nipônica e a imprensa em geral pela falta de representatividade asiática no elenco, acusando a emissora de preconceito e yellowface – a prática de escalar atores ocidentais para papeis orientais para enquadrar-se no padrão de beleza local. Em entrevista para o jornal Folha de S.Paulo, Kaneko disse que não havia justificativa para sua substituição e que ele estava profundamente magoado com a situação. Na mesma publicação, outros atores criticaram o pouco espaço pra orientais na televisão e a estereotipação para papeis caricatos, que incluem a pronúncia errada do português e o fato de forçar o sotaque japonês, considerando desrespeitoso e absurdos tais atos. Segundo o jornalista Fábio Ando Filho, defensor de boicote pela tentativa branca de mistificar e ridicularizar outras raças: "A novela se propôs a homenagear uma minoria racial, mas na verdade está criando histórias apetecíveis para o público branco". A Sociedade Brasileira de Cultura Japonesa e de Assistência Social pediu fidelidade e respeito à cultura.
Entrevistado pelo portal UOL, Luís Melo declarou que a arte não precisa ser necessariamente fiel a realidade, porém acabou sendo novamente criticado pelo posicionamento. A escalação de Giovanna Antonelli também foi criticada e controversa, uma vez que a atriz não tem ligação com a comunidade japonesa e a personagem teve que ser alterada pelo autor como adotada pela família para tentar estancar as críticas. Na imprensa, o nome de Daniele Suzuki foi o mais citado para o papel.
O debate sobre a escolha do elenco voltou em agosto de 2020, após Danni Suzuki revelar que ela perdeu o papel de protagonista por ser "muito velha", segundo a produção da novela, quando no fim das contas a referida personagem foi interpretada por Giovanna Antonelli, esposa do diretor da trama e um ano mais velha que Suzuki. Maurício Stycer, colunista do UOL, lembrou que esse "erro" da escolha do elenco (sem diversidade cultural) voltou a acontecer, em Segundo Sol, onde a própria Globo reconheceu o problema, depois de protestos.

### Prêmios e indicações
| Ano  | Prêmio                   | Categoria                | Indicação       | Resultado | Ref.                |
| ---- | ------------------------ | ------------------------ | --------------- | --------- | ------------------- |
| 2016 | Prêmio Quem de Televisão | Melhor Ator              | Bruno Gagliasso | Indicado  | [ 90 ]              |
| 2016 | Prêmio Quem de Televisão | Melhor Ator              | Rafael Cardoso  | Indicado  | [ 90 ]              |
| 2016 | Prêmio Quem de Televisão | Melhor Atriz Coadjuvante | Laura Cardoso   | Indicado  | [ 90 ]              |
| 2017 | Troféu Imprensa          | Melhor Ator              | Bruno Gagliasso | Indicado  | [carece de fontes?] |
| 2017 | Troféu Internet          | Melhor Ator              | Bruno Gagliasso | Indicado  | [carece de fontes?] |

## Música

### Volume 1
A trilha sonora da telenovela foi lançada em 26 de agosto de 2016, três dias antes da estreia da trama.
| N.º            | Título                                              | Artista                       | Duração |  |
| 1.             | "Minha Felicidade"                                  | Roberta Campos                | 03:49   |  |
| 2.             | "Um Tanto"                                          | Suricato                      | 03:47   |  |
| 3.             | "Coisa Linda"                                       | Tiago Iorc                    | 02:56   |  |
| 4.             | "Little Bit of Love"                                | Eric Silver                   | 03:44   |  |
| 5.             | "Get You Back"                                      | Mayer Hawthorne               | 03:31   |  |
| 6.             | "Muito Estranho (Cuida Bem de Mim)"                 | Nando Reis                    | 03:17   |  |
| 7.             | "Come Prima"                                        | Caetano Veloso & Gilberto Gil | 02:29   |  |
| 8.             | "Lampejo"                                           | Samuel Rosa & Lô Borges       | 03:43   |  |
| 9.             | "Faz Tempo"                                         | Banda do Mar                  | 04:23   |  |
| 10.            | "Kobune"                                            | Fernanda Takai                | 03:16   |  |
| 11.            | "Adventure of a Lifetime"                           | Coldplay                      | 04:24   |  |
| 12.            | "Don't Love Me" (com participação de Inyang Bassey) | Moby                          | 04:20   |  |
| 13.            | "Uma Vida Só"                                       | O Rappa                       | 04:09   |  |
| 14.            | "Nós Vamos Invadir sua Praia"                       | Raimundos                     | 03:06   |  |
| Duração total: | Duração total:                                      | Duração total:                | 50:54   |  |

### Volume 2
O segundo álbum da trilha sonora da novela apresenta um repertório de 19 canções que conjuga sucessos internacionais com clássicos nacionais. A arte da capa estão as personagens Lenita e Vittorio interpretados por Letícia Spiller e Marcello Novaes.
| N.º | Título                         | Artista             | Duração |  |
| 1.  | "Era Domingo"                  | Zeca Baleiro        |         |  |
| 2.  | "Se Namorar"                   | Ivo Mozart          |         |  |
| 3.  | "I Momenti Felice"             | Nicola Lama         |         |  |
| 4.  | "Anywhere"                     | Passenger           |         |  |
| 5.  | "O Sole Mio"                   | Paolo               |         |  |
| 6.  | "Can't Take My Eyes off You"   | Jamz                |         |  |
| 7.  | "Sublime"                      | Jammil e Uma Noites |         |  |
| 8.  | "Estrada Afora"                | Tiago Abravanel     |         |  |
| 9.  | "Ilusão (Ilusion)"             | Marisa Monte        |         |  |
| 10. | "Changes"                      | Charles Bradley     |         |  |
| 11. | "Way Down We Go"               | Kaleo               |         |  |
| 12. | "Jamburana"                    | Dona Onete          |         |  |
| 13. | "O Descobridor dos Sete Mares" | Ryandro Campos      |         |  |
| 14. | "Jailhouse Rock"               | Elvis Presley       |         |  |
| 15. | "Lanterna dos Afogados"        | Cássia Eller        |         |  |
| 16. | "Só Eu e Você"                 | Illy                |         |  |
| 17. | "Vivi"                         | Gigi D'Alessio      |         |  |
| 18. | "Unknown"                      | Little Nation       |         |  |
| 19. | "Hold Back The River"          | James Bay           |         |  |